# عاكف أسكروف
عاكف عزت أوغلو أسكروف (1 مايو 1940، نخجوان - 18 نوفمبر 2023، باكو) - نحات أذربيجاني، وفنان الشعب في أذربيجان الاشتراكية السوفيتية (1918)، وأستاذ في أكاديمية أذربيجان الحكومية للفنون.

## حياته
ولد عاكف أسكروف في مدينة نخجوان عام 1940. وبعد عشر سنوات من الدراسة في المدرسة الثانوية سافر إلى مدينة باكو. ودخل مدرسة الفنون التي سميت باسم عظيم عظيم زاده في عام 1958.
في عام 1958 دخل مدرسة الفنون التي سميت باسم عزيم عزيمزاده.
بعد تخرجه من الكلية عام 1963، ذهب عاكف أسكيروف إلى لينينغراد والتحق بمعهد ريبين للرسم والنحت والهندسة المعمارية.
سافر عاكف أسكروف في أول رحلة له إلى الخارج - إلى ألمانيا، إلى مدينة نويبراندنبورغ، حيث أكمل تركيبتين نحتيتين، وأربع صور نحتية، بالإضافة إلى رسومات من الحياة.